# Rambler Rebel
Der Rambler Rebel V8 war ein PKW, der von der American Motors Corporation (AMC) in Kenosha, Wisconsin, von 1957 bis 1960 und von 1966 bis 1967 hergestellt wurde.

## Modelljahr 1957
American Motors überraschte die meisten Beobachter im Dezember 1956 mit der Einführung des Rambler Rebel. Das neue 1957er-Modell erschien als Hochleistungsfahrzeug, das die Mittelklasse-Bodengruppe von AMC mit 2743 mm Radstand und einer 4-türigen Hardtop-Karosserie mit dem 5,4-Liter-V8-Motor verband. Dies war das erste Mal nach dem Zweiten Weltkrieg, dass ein großer V8-Motor in einem Mittelklassewagen auftauchte. Obwohl AMC für seine zuverlässigen und wirtschaftlichen Automobile bekannt war, erschien dieses spezielle Modell mit einem größeren Motor, als ihn seine wichtigsten Mitwettbewerber von Chevrolet, Ford oder Plymouth bieten konnten. Der Rebel war mit seinen 2.786 US$ (empfohlener Preis) für seine Leistungsklasse kostengünstig und ging (nach damaligen Maßstäben) sparsam mit dem Benzin um.
Der Rebel wurde von der Zeitschrift „Motor Trend“ getestet, die feststellte, dass die mit dem Bendix Electrojector, einer elektronischen Benzineinspritzung (EFI), ausgestatteten Limousinen beim stehenden Start schneller waren als die 1957er Chevrolet Corvette mit mechanischer Einspritzung. Dies wäre der erste Großserienmotor mit Benzineinspritzung gewesen; er ging aber nicht in Produktion, da es Probleme mit dem Kaltstartverhalten gab. Es gibt aber wenigstens zwei Nullserien-Rebel mit elektronischer Benzineinspritzung. Alle Serien-Rebel wurden mit einer Doppel-Registervergaser-Anlage ausgestattet. Die Version mit EFI tauchte aber in der Bedienanleitung des Serienfahrzeuges auf.
Die Rebel wurden mit einem Handschaltgetriebe mit Overdrive oder einem Automatikgetriebe ausgestattet. Darüber hinaus gab es noch etliche andere leistungssteigernde Details, wie Doppelrohrauspuff, verstärktes Fahrwerk mit Gabriel-Stoßdämpfern und einem Stabilisator an der Vorderachse. Der Rebel mit der serienmäßigen 255-SAE-PS-Maschine (190 kW) beschleunigte von 0 auf 100 km/h in ca. 7,5 s Die leichte selbsttragende Karosserie des Autos sorgte für ein Leistungsgewicht von nur 13 lbs./SAE-PS (5,9 kg/PS). Der Motor des Rebel unterschied sich auch von den Motoren mit gleich großem Hubraum, die im Nash Ambassador und im Hudson Hornet eingebaut waren, weil er höher verdichtet war. Da die Leistungen beider Motoren mit 255 SAE-PS angegeben wurde, ist es wahrscheinlich, dass die des Rebel unterbewertet wurde.
Servolenkung und Trommelbremsen mit Bremskraftverstärker waren Serienausstattung, wie bei allen besseren Rambler-Modellen. Der Rebel war nur in silber-metallic mit goldfarbenen Aluminiumzierleisten an beiden Seiten verfügbar. 1957 wurden 1.500 Fahrzeuge dieses Typs gefertigt. Viele davon wurden von den AMC-Händlern nach einigen Jahren neu lackiert, da die Serienlackierung nicht witterungsbeständig war. Der Rebel gilt als Vorläufer der Muscle Cars, die in den 1960er Jahren populär wurden.

## Modelljahre 1958–1960
1958 gab es neue Rebels, aber nicht mehr nur mit der 5,4-Liter-Maschine. Der Name bezeichnete vielmehr alle Rambler-Modelle, die mit einem 4,1-Liter-V8-Motor ausgestattet waren. Diese Rebels waren nicht mehr die Muscle Cars von 1957, sondern einfach normale Rambler-Modelle, die etwas mehr Leistung als ihre serienmäßigen Schwestermodelle hatten. Nach 1957 gehörte der 5,4-Liter-Motor zu Serienausstattung des luxuriöseren Rambler Ambassador.
In den Modelljahren 1958 und 1959 gab es den Rambler Rebel mit Doppel-Registervergaser und doppelten Auspuffrohren. Der Motor leistete 215 SAE-PS (160 kW) bei 353 Nm Drehmoment.
1960 gab es den Rebel mit einem niedriger verdichteten Motor mit Doppelvergaser und einer Leistung von 200 SAE-PS (149 kW).
Nach 1960 hießen alle Rambler-Modelle mit 2743 mm Radstand Rambler Classic.

## Modelljahre 1966–1967
Der Name Rebel tauchte 1966 wieder bei einem Rambler Classic als 2-türiges Hardtop-Coupé mit spezieller Innenausstattung und einer überarbeiteten Dachlinie auf. 1967 hießen alle Rambler-Mittelklasse-Modelle Rambler Rebel.
1968 verschwand der traditionsreiche Name Rambler und die Autos hießen fortan AMC Rebel.